# Споменик Борису Кидричу у Београду
Споменик Борису Кидричу је споменик у Београду. Налази се на код Музеја савремена уметности на Новом Београду.

## Подизање споменика
Споменик је подигнут 1963. године, а израдио га је српски вајар Никола Јанковић. Посвећен је Борису Кидричу југословенском и словеначком политичару, руководиоцу југословенског револуционарног покрета, учеснику Народноослободилачке борбе, председнику Привредног савета Владе ФНРЈ и члану Секретаријата Извршног комитета ЦК СКЈ, генералу-потпуковнику ЈНА у резерви, јунаку социјалистичког рада и народном хероју Југославије.
Споменик се налазио код зграде Владе Републике Србије у општини Савски венац, а данас се на том простору налази споменик Милошу Обреновићу. Споменик Борису Кидричу измештен је 1996. године и од тада се налази у Парку скулптура Музеја савремене уметности на Новом Београду.